# Ophemert

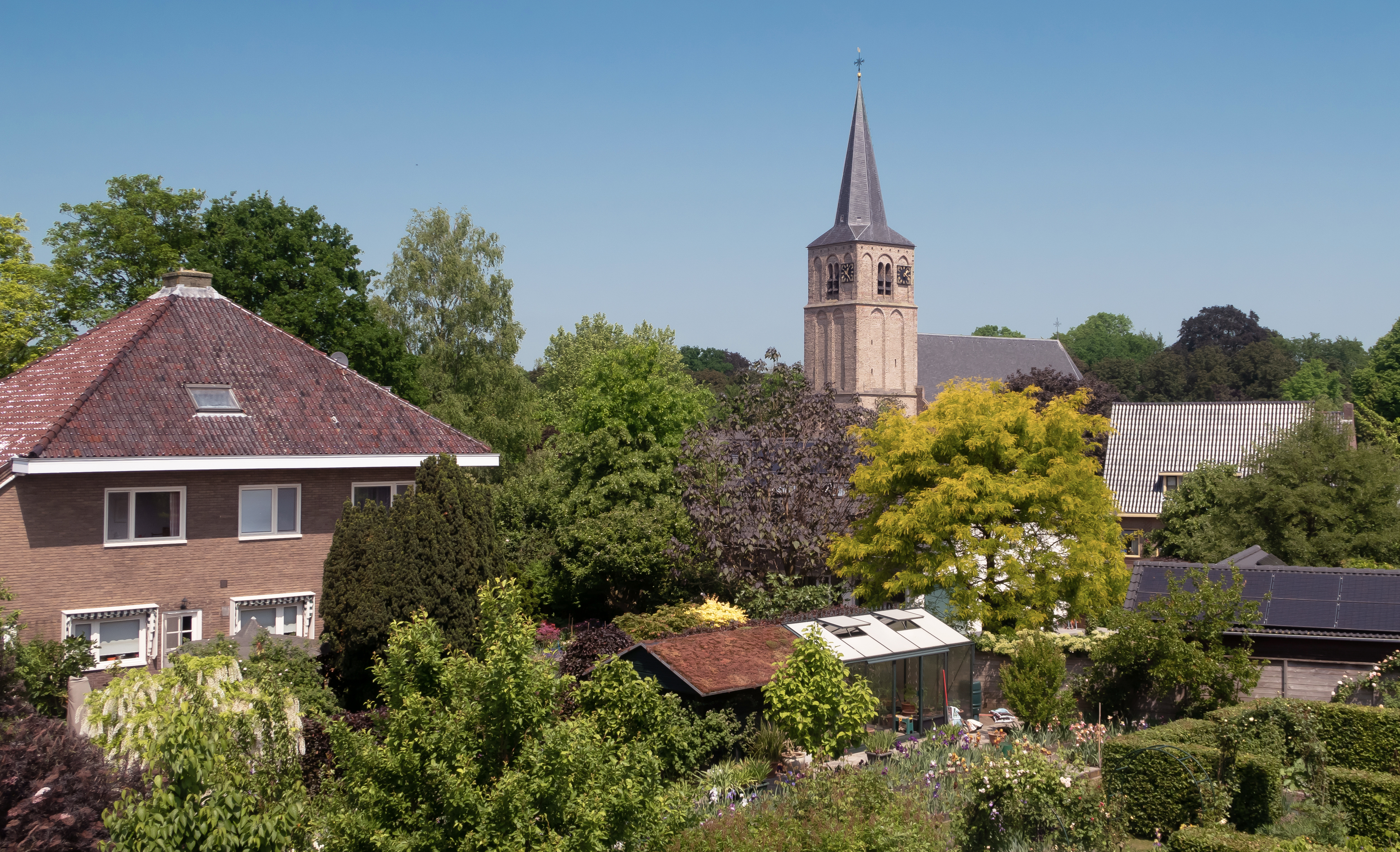
Il villaggio di Ophmert con la chiesa di San Martino

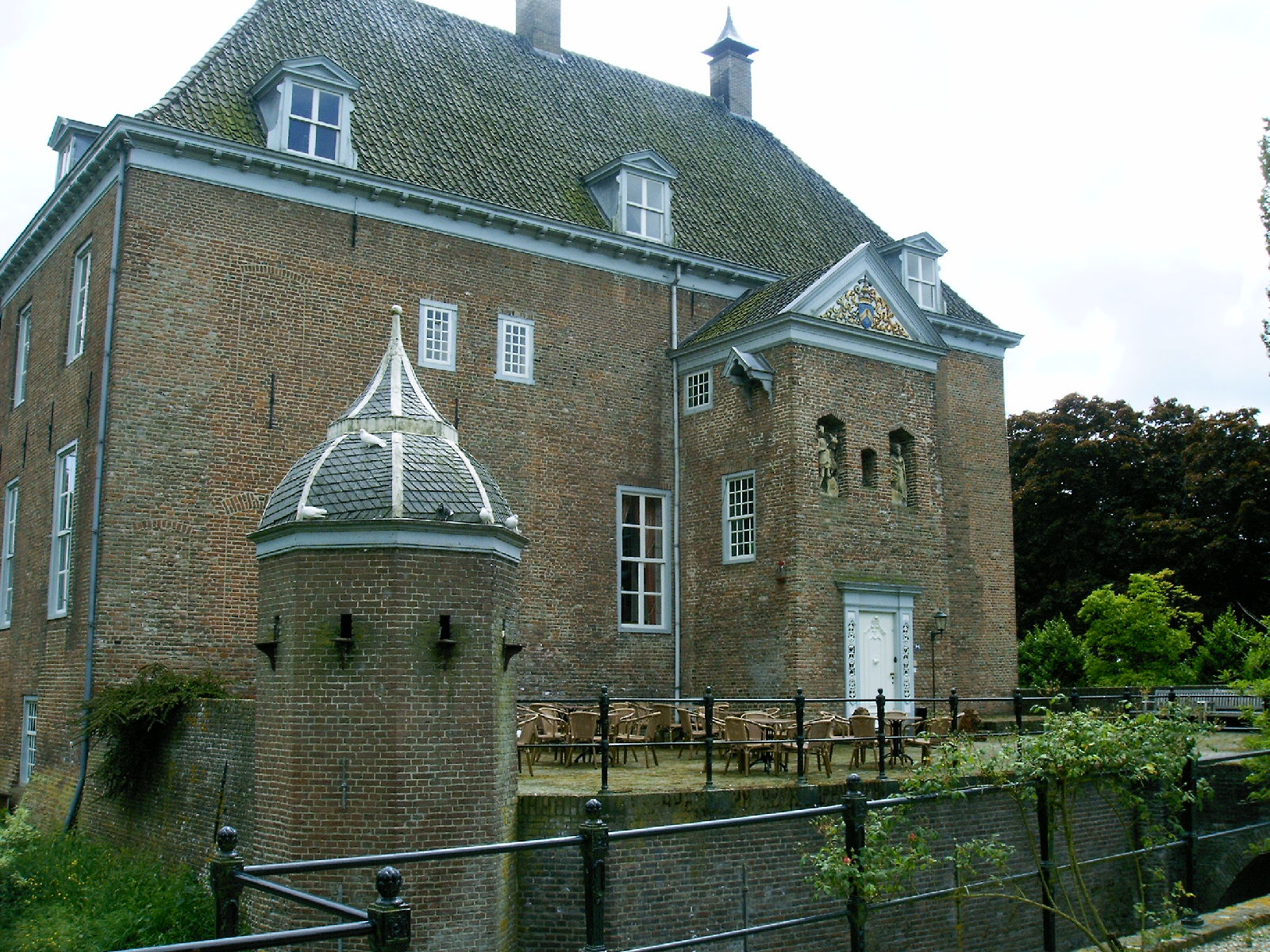
Il castello di Ophemert

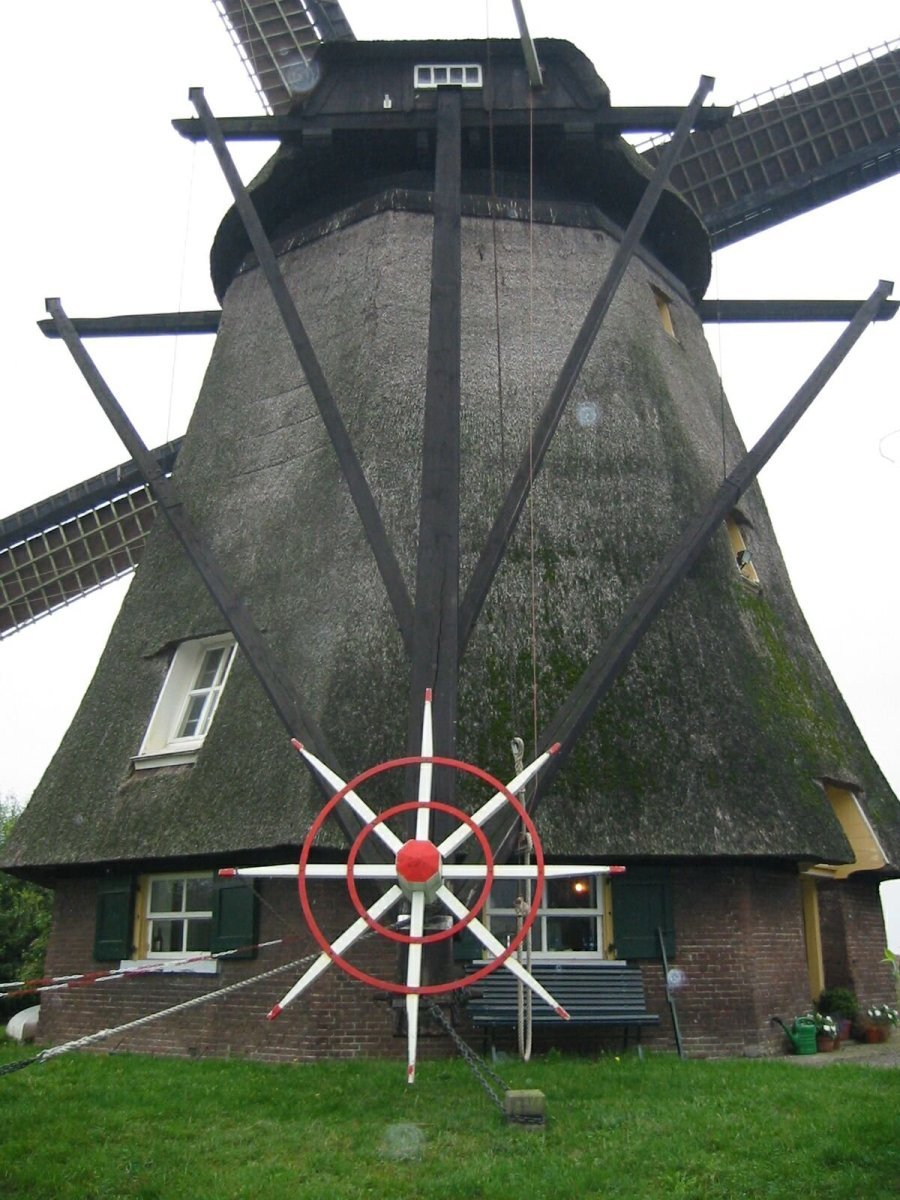
Ophemert: il mulino a vento

Ophemert è un villaggio (dorp) di circa 1 600 abitanti del sud-est dei Paesi Bassi, facente parte della provincia della Gheldria e situato nella regione della Batavia (Betuwe) e lungo il corso del fiume Waal. Dal punto di vista amministrativo, si tratta di un ex-comune, dal 1978 accorpato alla municipalità di Neerijnen, comune a sua volta incluso nel 2019 nella nuova municipalità di West Betuwe.
Ophmert era un tempo una signoria.

## Geografia fisica
Ophemert si trova a sud-est di Geldermalsen, tra le località di Zennewijnen e Varik (rispettivamente ad ovest/sud-ovest della prima e a nord della seconda).

## Origini del nome
Il toponimo Ophemert, attestato in questa forma dal 1522 e anticamente come Hamaritda (IX secolo), 1007 Hameritte (1007), Hamirte, Hemerthe, Hemert (1307), deriva dall'antico olandese hamar, "pietra", con l'aggiuntra del suffisso -itja.

## Storia
Il villaggio si sviluppò intorno al XV secolo e già agli inizi del secolo si aveva notizia dell'esistenza di un castello in loco.
Nel corso del XIX secolo, vivevano a Ophemert molte famiglie ebree, tanto che nel 1875 fu costruita lungo la Waalbandijk una sinagoga, rimasta in funzione fino a 1920 e in seguito demolita. .
Nell'inverno del 1944-1945, nel corso della seconda guerra mondiale, si assistette ad una battaglia tra gli occupanti tedeschi e le truppe di liberazione.

## Monumenti e luoghi d'interesse
Ophemert vanta 15 edifici classificati come rijksmonumenten e 7 edifici classificati come gemeentelijke monumenten.

### Architetture religiose

#### Chiesa di San Martino
Principale edificio religioso di Ophemert è la chiesa di San Martino (Sint Maartenskerk), situata nella Molenstraat e risalente al 1858, con un campanile del 1676.

### Architetture militari

#### Castello di Ophemert
Altro luogo d'interesse è il castello di Ophemert (Kasteel Ophemert), eretto probabilmente già nel XIV o XV secolo e rimodellato nel XVII secolo.

### Architetture civili

#### Poldermolen
Altro edificio d'interesse è il Poldermolen: originariamento costruito nel villaggio di Wadenoijen nel 1888, fu trasferito nei pressi di Ophemert nel 2010.

## Società

### Evoluzione demografica
Al censimento del 2019, Ophemert contava una popolazione pari a 1 656 abitanti.
La popolazione al di sotto dei 16 anni era pari a 242 unità, mentre la popolazione dai 65 anni in su era pari a 341 unità
Il dato complessivo è rimasto invariato rispetto ai due anni precedenti, ma in calo rispetto al 2015 e al 2016, quando Ophmert contava 1 666 abitanti.

## Geografia antropica

### Suddivisioni amministrative
Buurtschappen:
- Hatterij
- Zennewijnen (in parti)